# Пигаревка (Середино-Будский район)
Пигаревка (укр. Пигарівка) — село, Пигаревский сельский совет, Середино-Будский район, Сумская область, Украина.
Код КОАТУУ — 5924484801. Население по переписи 2001 года составляло 543 человека.
Является административным центром Пигаревского сельского совета, в который, кроме того, входят сёла Луг, Рог, Крещиково и Новосовское.

## Географическое положение
Село Пигаревка находится на берегу реки Свига (в основном на левом), выше по течению на расстоянии в 1,5 км расположено село Каминское, ниже по течению на расстоянии в 2 км расположено село Луг. Рядом проходит железная дорога, станция Платформа 116 км.

## История
Точное время основания Пигаревки неизвестно. По утверждению А. М. Лазаревского, она была «поселена не позже первой половины XVII века и после поляков принадлежала Спасскому монастырю». Середино-будские краеведы придерживаются аналогичной точки зрения и считают, что Пигаревка была основана в то время, когда Северские земли входили в состав Речи Посполитой, с 1619 по 1648 гг.
Первое известное нам упоминание о Пигаревке содержится в грамоте архиепископа черниговского Лазаря Барановича от 2 февраля 1670 года об избрании Михаила Лежайского архимандритом Новгород-Северского монастыря. На указанный момент Пигаревка уже находилась во владении Спасо-Преображенского монастыря. Она была включена в состав его владений в конце 60-х годов XVII века, после 3 сентября 1667 года, и закреплена за ним подтвердительной грамотой царя Алексея Михайловича от 11 апреля 1671 года.
Спасо-Преображенский монастырь был единственным собственником Пигаревки и по ревизии 1723 года владел в ней 28 дворами и 20 хатами.
В 1733 году Пигаревка была отобрана у монастыря и по решению генерального суда передана графу Гавриилу Ивановичу Головкину в счёт возмещения ущерба в сумме 1600 руб., причинённого ему монастырским управляющим, незаконно захватившим имущество его крестьян. Однако после того, как виновников наказали, граф Г. И. Головкин смягчился и возвратил Пигаревку её бывшему собственнику. В 1765—1768 гг. за Спасо-Преображенским монастырём в Пигаревке числилось 26 дворов и 24 хаты, а в 1779—1781 гг. — 19 дворов, 28 хат и 30 бездворных хат.
В 1786 году на основании именного указа Екатерины ІІ от 10 апреля 1786 года «О штатах Киевской, Черниговской и Новгород-Северской епархий» Пигаревка была изъята у Спасо-Преображенского монастыря и передана в казённое ведомство. С того времени она находилась в ведении казны, а её жители имели статус государственных крестьян и платили денежный налог в государственную казну.
В пореформенное время в Пигаревке работали 2 лавки, 1 постоялый двор, 1 ветряная мельница и 1 крупорушка.
В 1895 году село почти полностью выгорело, однако усилиями местных жителей было восстановлено.
В период с 1672 по 1683 гг. в Пигаревке была построена Рождество-Богородичная церковь деревянной постройки. Однако к середине 40-х годов XVIII века она обветшала, и в 1747 году на её месте была возведена новая деревянная церковь, в которой в 1781 году служил 1 священник и 2 причетника.
По высочайше утверждённому расписанию приходов и причтов Черниговской епархии от 17 января 1876 года, Рождество-Богородичная церковь входила в состав Каменско-Пигаревского прихода, настоятелем которого в 1879 году был её священник Иоанн Липский, а помощником настоятеля — священник Николаевской церкви села Каменки Иоанн Миловидов.
Приход в Пигаревке был большим и насчитывал в 1770 г. — 498 мужчин и 487 женщин, в 1790 г. — 535 мужчин и 530 женщин, в 1810 г. — 578 мужчин и 570 женщин, в 1830 г. — 614 мужчин и 600 женщин, в 1850 г. — 545 мужчин и 568 женщин, а в 1860 г. — 567 мужчин и 585 женщин. В разное время в нём служили Иоанн Липский (? — 1879 — ?), Михаил Гапонов (? — 1899—1901 — ?) и другие священники.
После прихода к власти большевиков пигаревская церковь была закрыта, а её помещения в 1932 году отданы под склад для хранения зерна, а затем сельмаг и клуб.
В октябре 1860 года в Пигаревке была открыта церковно-приходская школа, в которой в 1861—1862 учебном году обучалось 37 мальчиков и 4 девочки, в 1874 году — земская школа, в которой в 1901 году училось 67 мальчиков и 5 девочек, а в 1895 году — школа грамоты, которую 1 января 1899 года посещало 22 мальчика и 10 девочек.

## Экономика
- Молочно-товарная ферма.
- «Путь к Коммунизму», сельхозпредприятие.
- ЧП «Старобудское».

## Объекты социальной сферы
- Школа.
- Фельдшерско-акушерский пункт.

## Известные люди
- Кабайда, Анатолий (1912—1998) — деятель ОУН.
- Корявко, Иван Порфирьевич (1906—1980) — Герой Советского Союза.